# Triumph (film din 2021)
Triumf (titlu original: Triumph) este un film american dramatic din 2021 regizat de Brett Leonard. Rolurile principale au fost interpretate de actorii RJ Mitte și Terrence Howard. Se bazează pe povestea vieții scenaristului Michael D. Coffey.

## Distribuție
- RJ Mitte - Mike
- Colton Haynes - Jeff
- Johnathon Schaech - Doug
- Grace Victoria Cox - Patty
- Terrence Howard - antrenor Cutting

## Lansare
A fost distribuit cinematografic la 30 aprilie 2021.

## Primire
Filmul are un rating de aprobare de 40% pe Rotten Tomatoes bazat pe 5 recenzii.